# Oryzomys
Rats du riz
Genre
Répartition géographique
Les rats du riz (Oryzomys) sont un genre de rongeurs de la famille des Cricétidés, vivant en Amérique du Nord, en Amérique centrale et au nord de l'Amérique du Sud et dont le plus connu des francophones est l'Oryzomys palustre (Oryzomys palustris). Dans la classification phylogénétique, ce genre fait partie de la tribu des Oryzomyini.

## Caractéristiques
Les deux espèces les plus courantes, Oryzomys couesi et Oryzomys palustris, sont des animaux nocturnes, des rats semi-aquatiques. Ils ont un pelage grossier, une longue queue, un dos brun et un ventre blanc. Ils se nourrissent de graines, de plantes et d'invertébrés. La longueur tête-corps est de 190 à 410 mm, la longueur de la queue est de 85 à 140 mm et le poids de 40 à 80 g. Ces deux espèces occupent la plupart du territoire du genre, avec O. palustris vivant dans une grande partie de l'est des États-Unis et O.couesi dans une grande partie de l'Amérique centrale et du Mexique, se prolongeant au Texas vers le nord et la Colombie vers le sud. Les six autres espèces ont des territoires plus restreints : les espèces disparues O. antillarum et O. nelsoni vivaient respectivement sur la Jamaïque et les îles Marías; O. dimidiatus vit dans le sud-est du Nicaragua; O. peninsulae vit à la pointe sud de la péninsule de Baja California, mais est peut-être déjà éteint; O. albiventer se rencontre dans les montagnes du Mexique occidental et O. gorgasi se rencontre dans le nord de la Colombie et au Venezuela et autrefois aussi sur l'île voisine de Curaçao.

## Étymologie et nomenclature vernaculaire
Le nom du genre Oryza vient du latin, «riz», et mys du grec (μῦς) «souris».[réf. nécessaire]
« Rats du riz » est le nom vernaculaire donné en français aux rongeurs du genre Oryzomys. On ne doit pas confondre ces espèces avec le rat des rizières (Rattus argentiventer).

### Noms vernaculaires et espèces correspondantes
Liste alphabétique des noms vernaculaires attestés en français.

Note : certaines espèces ont plusieurs noms. 
- Oryzomys palustre - l'espèce Oryzomys palustris[1]
- Rat du riz - voir Oryzomys palustre[2]
- Rat du riz de Coués - l'espèce Oryzomys couesi[2]
- Rat du riz des Galapagos ou Rat du riz des îles Galapagos- l'espèce Oryzomys galapagoensis[2]
- Rat du riz de Maria Madre ou Rat du riz de l'île Maria Madre - voir Rat du riz de Nelson[2]
- Rat du riz de Nelson - l'espèce Oryzomys nelsoni[2]
- Rats du riz - nom générique des espèces du genre Oryzomys[2]

## Classification
Bien que le genre contienne aujourd'hui environ huit espèces, de nombreuses autres espèces y ont été précédemment installées comme des membres de genres désormais considérés comme sans rapport avec lui, tel le genre Thomasomys. La plupart des autres rats consommant du riz ont également été placés préalablement dans le genre Oryzomys. Dans l'édition 2005 des Mammal Species of the World, le genre contient encore plus de 40 espèces, mais il était alors clair que le genre était polyphylétique; dans les arbres phylogénétiques, ses membres semblent dispersés dans toute la tribu Oryzomyini. En conséquence, la plupart des espèces ont été retirées du genre Oryzomys dans un document de 2006 de l’American Museum Novitates dû à Marcelo Weksler et collaborateurs. Ils ont décrit 10 genres nouveaux (Aegialomys, Cerradomys, Eremoryzomys, Euryoryzomys, Hylaeamys, Mindomys, Nephelomys, Oreoryzomys, Sooretamys et Transandinomys) pour les espèces précédemment mises dans Oryzomys et déplacé certaines autres espèces vers le genre Handleyomys dans l'attente de la description de nouveaux genres. Deux autres espèces, Oryzomys anoblepas et Oryzomys hypenemus, n'ont pas été évaluées dans des études récentes et leur statut demeure incertain. Le genre est maintenant probable monophylétique, bien que certains problèmes taxonomiques restent. 

### Liste d'espèces
Selon l’American Museum Novitates (2006)
- Oryzomys albiventer
- †Oryzomys antillarum
- Oryzomys couesi
- Oryzomys dimidiatus
- Oryzomys gorgasi
- †Oryzomys nelsoni
- Oryzomys palustris
- Oryzomys peninsulae

Selon Mammal Species of the World (version 3, 2005)  (14 févr. 2011) :
- Oryzomys albigularis
- Oryzomys alfaroi
- Oryzomys angouya
- Oryzomys auriventer
- Oryzomys balneator
- Oryzomys bolivaris
- Oryzomys caracolus
- Oryzomys chapmani
- Oryzomys couesi
- Oryzomys curasoae
- Oryzomys devius
- Oryzomys dimidiatus
- Oryzomys emmonsae
- Oryzomys galapagoensis
- Oryzomys gorgasi
- Oryzomys hammondi
- Oryzomys keaysi
- Oryzomys lamia
- Oryzomys laticeps
- Oryzomys legatus
- Oryzomys levipes
- Oryzomys macconnelli
- Oryzomys maracajuensis
- Oryzomys marinhus
- Oryzomys megacephalus
- Oryzomys melanotis
- Oryzomys meridensis
- Oryzomys nelsoni
- Oryzomys nitidus
- Oryzomys palustris
- Oryzomys perenensis
- Oryzomys polius
- Oryzomys rhabdops
- Oryzomys rostratus
- Oryzomys russatus
- Oryzomys saturatior
- Oryzomys scotti
- Oryzomys seuanezi
- Oryzomys subflavus
- Oryzomys talamancae
- Oryzomys tatei
- Oryzomys xanthaeolus
- Oryzomys yunganus

Selon NCBI (14 févr. 2011) :
- Oryzomys azuerensis
- Oryzomys couesi
  - sous-espèce Oryzomys couesi aquaticus
  - sous-espèce Oryzomys couesi azuerensis
  - sous-espèce Oryzomys couesi couesi
  - sous-espèce Oryzomys couesi goldmani
- Oryzomys mexicanus
- Oryzomys palustris
  - sous-espèce Oryzomys palustris coloratus
  - sous-espèce Oryzomys palustris palustris
  - sous-espèce Oryzomys palustris planirostris
  - sous-espèce Oryzomys palustris sanibeli
- Oryzomys texensis

Selon ITIS (14 févr. 2011) :
- Oryzomys albigularis (Tomes, 1860)
- Oryzomys alfaroi (J. A. Allen, 1891)
- Oryzomys auriventer Thomas, 1890
- Oryzomys balneator Thomas, 1900
- Oryzomys bolivaris J. A. Allen, 1901
- Oryzomys buccinatus (Olfers, 1818)
- Oryzomys capito (Olfers, 1818)
- Oryzomys chapmani Thomas, 1898
- Oryzomys couesi (Alston, 1877)
- Oryzomys devius Bangs, 1902
- Oryzomys dimidiatus (Thomas, 1905)
- Oryzomys galapagoensis (Waterhouse, 1839)
- Oryzomys gorgasi Hershkovitz, 1971
- Oryzomys hammondi (Thomas, 1913)
- Oryzomys intectus Thomas, 1921
- Oryzomys intermedius (Leche, 1886)
- Oryzomys keaysi J. A. Allen, 1900
- Oryzomys kelloggi Avila-Pires, 1959
- Oryzomys lamia Thomas, 1901
- Oryzomys legatus Thomas, 1925
- Oryzomys levipes Thomas, 1902
- Oryzomys macconnelli Thomas, 1910
- Oryzomys melanotis Thomas, 1893
- Oryzomys nelsoni Merriam, 1898
- Oryzomys nitidus (Thomas, 1884)
- Oryzomys oniscus Thomas, 1904
- Oryzomys palustris (Harlan, 1837)
- Oryzomys polius Osgood, 1913
- Oryzomys ratticeps (Hensel, 1873)
- Oryzomys rhabdops Merriam, 1901
- Oryzomys rostratus Merriam, 1901
- Oryzomys saturatior Merriam, 1901
- Oryzomys subflavus (Wagner, 1842)
- Oryzomys talamancae J. A. Allen, 1891
- Oryzomys xantheolus Thomas, 1894
- Oryzomys yunganus Thomas, 1902